# 이야기 속으로의 에피소드 목록 (1998년)
이 문서에서는 대한민국의 문화방송 MBC TV에서 방송되었던 성공 다큐멘터리 프로그램 《이야기 속으로》의 1998년 에피소드 목록을 나열한다.

## 에피소드 목록
| 회차  | 방송일    | 부제 (서브 타이틀)               | 풀영상 | 비고 |
| ----- | --------- | -------------------------------- | ------ | ---- |
| 70회  | 1월 9일   | 재물과 바꾼 목숨                 |        |      |
| 70회  | 1월 9일   | 어느날 갑자기                    |        |      |
| 70회  | 1월 9일   | 짠순이의 IMF위기 탈출법          |        |      |
| 71회  | 1월 16일  | 삼풍백화점과 시계                |        |      |
| 71회  | 1월 16일  | 결혼 사진의 비밀                 |        |      |
| 71회  | 1월 16일  | 쥐가 무서워요                    |        |      |
| 72회  | 1월 23일  | 생명                             |        |      |
| 72회  | 1월 23일  | 약혼 이야기                      |        |      |
| 72회  | 1월 23일  | 두 아들의 비밀                   |        |      |
| 73회  | 1월 30일  | 나홀로 길에                      |        |      |
| 73회  | 1월 30일  | 장례식날 생긴일                  |        |      |
| 73회  | 1월 30일  | 곡마단 오는 날                   |        |      |
| 74회  | 2월 6일   | 귀신을 물리친 남성               |        |      |
| 74회  | 2월 6일   | 귀얇은 내 남편                   |        |      |
| 74회  | 2월 6일   | 산제당의 분노                    |        |      |
| 75회  | 2월 13일  | 벼락 부자의 꿈                   |        |      |
| 75회  | 2월 13일  | 노루의 덫                        |        |      |
| 75회  | 2월 13일  | 화분씨의 부활                    |        |      |
| 76회  | 2월 20일  | 한 밤의 외출                     |        |      |
| 76회  | 2월 20일  | 내사랑 홍순이                    |        |      |
| 76회  | 2월 20일  | 로미오와 줄리엣                  |        |      |
| 77회  | 2월 27일  | 알몸 대소동                      |        |      |
| 77회  | 2월 27일  | 아들 낳는 비법                   |        |      |
| 77회  | 2월 27일  | 여긴 내 집이야                   |        |      |
| 78회  | 3월 6일   | 첫날 밤에 생긴일                 |        |      |
| 78회  | 3월 6일   | 옻과의 전쟁                      |        |      |
| 78회  | 3월 6일   | 7년만의 고백                     |        |      |
| 79회  | 3월 13일  | 불사로 사나이                    |        |      |
| 79회  | 3월 13일  | 똥개가 빚은 갈등                 |        |      |
| 79회  | 3월 13일  | 하궁리 부처님의 내력             |        |      |
| 80회  | 3월 20일  | 못말리는 잠보                    |        |      |
| 80회  | 3월 20일  | 새가 된 영혼                     |        |      |
| 80회  | 3월 20일  | 그 아이의 눈물                   |        |      |
| 81회  | 3월 27일  | 강도와 여인들                    |        |      |
| 81회  | 3월 27일  | 영안실에서 올린 결혼식           |        |      |
| 81회  | 3월 27일  | 낚시로 건진 남자                 |        |      |
| 82회  | 4월 3일   | 담배 두 개비                     |        |      |
| 82회  | 4월 3일   | 사진 속으 남자 라이벌            |        |      |
| 83회  | 4월 10일  | 어머니의 송아지                  |        |      |
| 83회  | 4월 10일  | 발콕 남자와 태권남자             |        |      |
| 83회  | 4월 10일  | 틀니 소동                        |        |      |
| 84회  | 4월 17일  | 사라진 물고기                    |        |      |
| 84회  | 4월 17일  | 치한과 형사                      |        |      |
| 84회  | 4월 17일  | 무덤과의 대화                    |        |      |
| 85회  | 4월 24일  | 백일도의 당할머니                |        |      |
| 85회  | 4월 24일  | 둘째를 낳기까지                  |        |      |
| 85회  | 4월 24일  | 그녀의 남편찾기                  |        |      |
| 86회  | 5월 8일   | 돌아온 동창생                    |        |      |
| 86회  | 5월 8일   | 대문 앞의 주검                   |        |      |
| 86회  | 5월 8일   | 117kg에서 52kg으로               |        |      |
| 87회  | 5월 15일  | 조선족 어린이 최건의 살고 싶어요 |        |      |
| 88회  | 5월 29일  | 에이즈를 잡아라                  |        |      |
| 88회  | 5월 29일  | 저승에서 온 메시지               |        |      |
| 88회  | 5월 29일  | 33일간의 모험                    |        |      |
| 89회  | 6월 5일   | 도박에서 건진 인생               |        |      |
| 89회  | 6월 5일   | 탈영병과 인질                    |        |      |
| 90회  | 6월 12일  | 악몽의 메트리스                  |        |      |
| 90회  | 6월 12일  | 행운의 달마도                    |        |      |
| 90회  | 6월 12일  | 짝사랑                           |        |      |
| 91회  | 7월 3일   | 챔피언 길들이기                  |        |      |
| 91회  | 7월 3일   | 유령과의 동거                    |        |      |
| 91회  | 7월 3일   | 관속의 회중시계                  |        |      |
| 92회  | 7월 10일  | 고양이의 저주                    |        |      |
| 92회  | 7월 10일  | 경포대에서 생긴일                |        |      |
| 92회  | 7월 10일  | 곱추 할머니의 명약               |        |      |
| 93회  | 7월 17일  | 알몸의 저주                      |        |      |
| 93회  | 7월 17일  | 외양간의 저주                    |        |      |
| 93회  | 7월 17일  | 동행                             |        |      |
| 94회  | 7월 24일  | 먹구렁이의 복수                  |        |      |
| 94회  | 7월 24일  | 운명을 달리는 병문안             |        |      |
| 94회  | 7월 24일  | 영남이의 죽음                    |        |      |
| 95회  | 7월 31일  | 경운기로 떠난 여름사냥           |        |      |
| 95회  | 7월 31일  | 그 집에서 생긴일                 |        |      |
| 95회  | 7월 31일  | 인연의 강                        |        |      |
| 96회  | 8월 7일   | 대통령 전상서                    |        |      |
| 96회  | 8월 7일   | 죽음을 부른 주문                 |        |      |
| 96회  | 8월 7일   | 기적의 아기                      |        |      |
| 97회  | 8월 21일  | 도둑과 아버지                    |        |      |
| 97회  | 8월 21일  | 언니를 사수하라                  |        |      |
| 97회  | 8월 21일  | 죽음의 전주곡                    |        |      |
| 98회  | 8월 28일  | 아버지와 산삼                    |        |      |
| 98회  | 8월 28일  | 고기 꺼내는 할머니               |        |      |
| 99회  | 9월 4일   | 저승에서 알려준 비방             |        |      |
| 99회  | 9월 4일   | 탈영병의 선물                    |        |      |
| 100회 | 9월 11일  | 이불 속의 비밀                   |        |      |
| 100회 | 9월 11일  | 사랑을 얻기까지                  |        |      |
| 101회 | 9월 18일  | 주택가의 뱀 소동                 |        |      |
| 101회 | 9월 18일  | 외아들을 부른 계곡               |        |      |
| 101회 | 9월 18일  | 자라가 준 성공비결               |        |      |
| 102회 | 9월 25일  | 해룡씨의 일곱 비밀               |        |      |
| 102회 | 9월 25일  | 건이의 살고 싶어요, 그후         |        |      |
| 102회 | 9월 25일  | 사도세자를 만난 역사하자         |        |      |
| 103회 | 10월 2일  | 악몽의 사흘간                    |        |      |
| 103회 | 10월 2일  | 고모님의 유산                    |        |      |
| 103회 | 10월 2일  | 개들의 줄초상                    |        |      |
| 104회 | 10월 9일  | 바퀴벌레와 보낸 추석연휴         |        |      |
| 104회 | 10월 9일  | 22일만 되면                      |        |      |
| 104회 | 10월 9일  | 트렁크 팬티맨                    |        |      |
| 105회 | 10월 16일 | 닦고 또 닦고                     |        |      |
| 105회 | 10월 16일 | 황금 오리알의 신비               |        |      |
| 105회 | 10월 16일 | 할아버지의 외출                  |        |      |
| 106회 | 10월 23일 | 사랑의 쪽지                      |        |      |
| 106회 | 10월 23일 | 이상한 노래방                    |        |      |
| 106회 | 10월 23일 | 계룡산에서 생긴 일               |        |      |
| 107회 | 11월 6일  | 사체가 부른 SOS                  |        |      |
| 107회 | 11월 6일  | 이도마가 누 도마고?              |        |      |
| 107회 | 11월 6일  | 죽음의 손짓                      |        |      |
| 108회 | 11월 13일 | 천년만의 외출                    |        |      |
| 108회 | 11월 13일 | 은행나무와의 인연                |        |      |
| 108회 | 11월 13일 | 탑리의 불                        |        |      |
| 109회 | 11월 27일 | 차갈진의 영혼이야기              |        |      |
| 109회 | 11월 27일 | 한영복, 이장면의 걸어서 하늘까지 |        |      |
| 109회 | 11월 27일 | 싸우고 또 싸우고                 |        |      |
| 110회 | 12월 5일  | 백억원을 주운 사나이             |        |      |
| 110회 | 12월 5일  | 무덤속의 보물                    |        |      |
| 110회 | 12월 5일  | 꿈속의 남편                      |        |      |
| 111회 | 12월 18일 | 나는 고백한다                    |        |      |
| 111회 | 12월 18일 | 계룡산에서 생긴 일               |        |      |
| 111회 | 12월 18일 | 생명전선의 아이들                |        |      |
| 112회 | 12월 25일 | 성탄특집 크리스마스 선물         |        |      |
| 112회 | 12월 25일 | 보일러 아저씨의 겨울나기         |        |      |
| 112회 | 12월 25일 | 빛을 나누는 사람들               |        |      |